# Pézilla-de-Conflent
Pézilla-de-Conflent (în catalană Pesillà de Conflent) este o comună în departamentul Pyrénées-Orientales din sudul Franței. În 2009 avea o populație de 59 de locuitori.

## Evoluția populației
| An        | 1975 | 1982 | 1990 | 1999 | 2006 | 2009 |
| --------- | ---- | ---- | ---- | ---- | ---- | ---- |
| Populație | 62   | 69   | 52   | 50   | 48   | 59   |